# Ankify
Ankify este o peninsulă situată în districtul Ambanja, regiunea Diana, în nordul Madagascarului. Este situată la 13°32′10″S 48°21′15″E / 13.53611°S 48.35417°E și se confruntă cu insulele Nosy Be și Nosy Komba. Un mic port permite îmbarcările către aceste destinații. La capătul său nordic, satul numit Doany este mărginit de un recif de corali.

## Acces
Un drum de 20 km, recent renovat, duce din Ambanja. Șerpuiește prin plantații de cacao, cafea și ylang-ylang, traversează mangrovele pe un dig până în port și se termină în satul Doany. La Ankify se poate ajunge cu barca de la Nosy Be la portul de andocare sau, la maree înaltă, din satul Doany.

## Economie
Activitatea principală se desfășoară în port, care este în principal un punct de plecare pentru mărfuri și pasageri către Nosy Be. Satele de coastă găzduiesc grupuri de pescari ale căror capturi alimentează orașul Ambanja. Muntele este presărat cu mici ferme pomicole. În ultimii ani, datorită hotelurilor de la Doany, turismul devine o resursă pentru rezidenți.

## Turism
Câteva hoteluri situate dincolo de port, oferă posibilitatea de a rămâne pe aceste locuri încă ferite de agitația turismului. Vizitatorii se pot bucura de snorkeling de-a lungul recifului de corali de la Doany. Acesta este, de asemenea, punctul de plecare pentru excursii la insule și la Golful Ampasindava încă sălbatic.

## Ecologie
Este renumită pentru diversitatea animală și botanică. Se pot întâlni, printre alte soiuri: 
Cameleoni: varietate de furcifer, în special faimosul furcifer pardalis,  
lemur: în principal lemurul negru dar și maki maro
țestoasele marine: pe reciful de corali de lângă Doany și delfinii de mangrove: de-a lungul coastei de nord, dincolo de port.